# Rue Le Royer (Montréal)

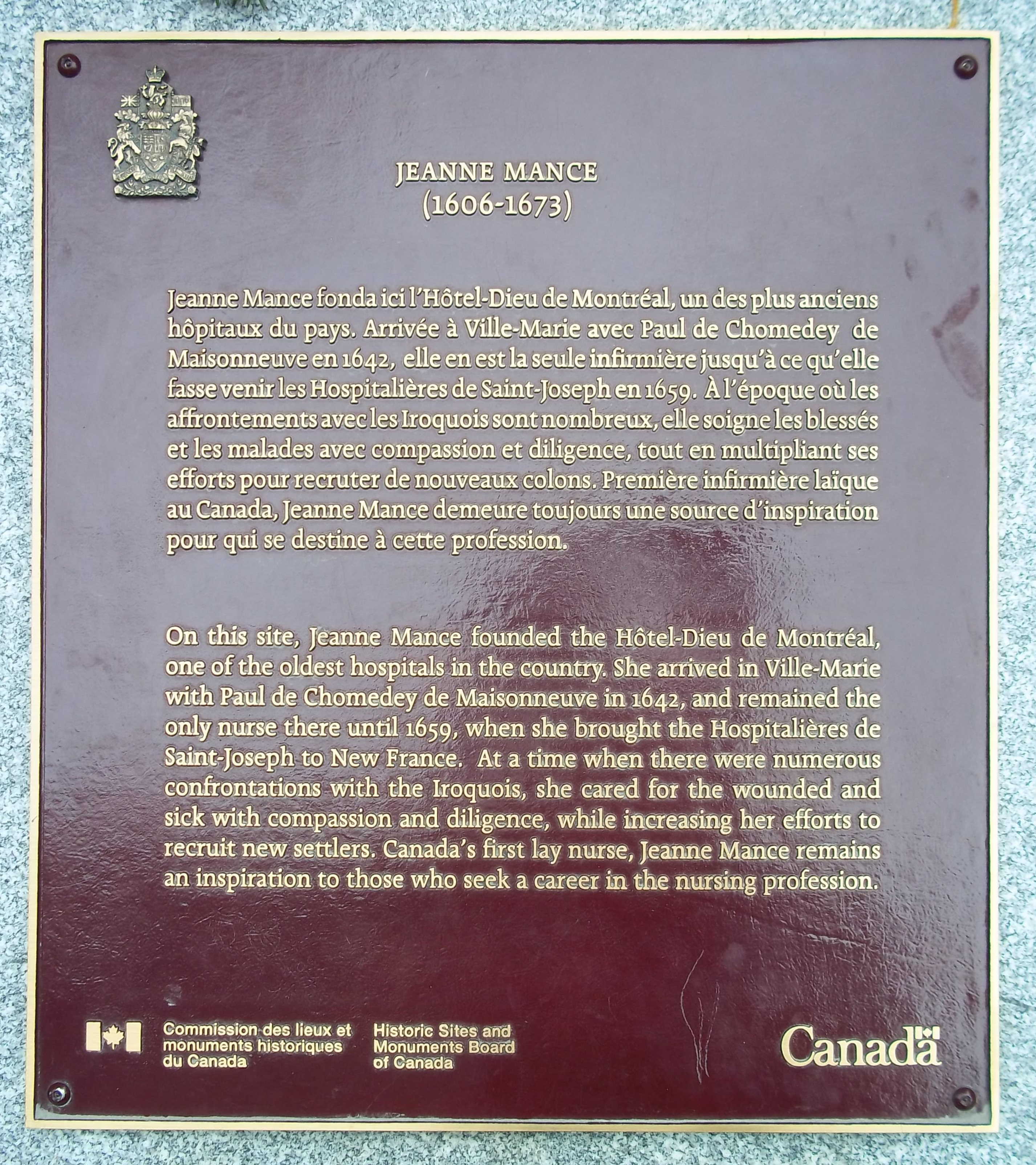
Site historique de l'Hôtel-Dieu

La rue Le Royer est une voie de Montréal.

## Situation et accès
Cette rue du Vieux-Montréal est située au sud-est de la Basilique Notre-Dame, dans l'emplacement de l'ancien Hôtel-Dieu. 
Elle est aujourd'hui composée de deux tronçons distincts.  Le premier (rue Le Royer ouest) est situé entre le boulevard Saint-Laurent et la rue Saint-Jean-Baptiste. Le secteur ouest de la rue a été fermé à la circulation pour devenir Les Cours Le Royer et est donc aujourd'hui un corridor piéton. La seconde partie (rue Le Royer est) relie la place Jacques-Cartier à la rue Saint-Claude. 

## Origine du nom
Son nom fait référence à Jérôme Le Royer, fondateur de Hospitalières de Saint-Joseph.

## Historique
Au milieu du XIXe siècle, Montréal connaît un essor économique qui renforce la fonction commerciale du centre et entraîne la réaffectation des immeubles et des terrains. Parmi les institutions les plus sensibles à ces changements se trouvaient les communautés religieuses installées dans la vieille ville depuis le XVIIe siècle. À cette époque, les Hospitalières de l'Hôtel-Dieu décident de déménager leur hôpital à l'extérieur du centre-ville afin de trouver un endroit plus sain et moins bruyant. Sur le terrain de leur ancien hôpital, elles font construire, à partir de 1861, un ensemble d'entrepôts qu'elles louent à des entreprises diverses. À l'intérieur de ce complexe, les Hospitalières font tracer trois rues: la rue de Brésoles, la rue Le Royer et la rue Saint-Dizier, qu'elles cèdent à la Ville de Montréal en 1871.
La rue Le Royer, entre la rue Saint-Dizier et la rue Saint-Sulpice, est le tronçon initial d'une rue projetée entre la rue Saint-Sulpice et la rue Saint-Claude mais dont le projet complet ne sera jamais réalisé. Le tronçon entre la place Jacques-Cartier et la rue Saint-Claude est ouvert en 1889 à la suite d'une série des transactions, tandis qu'une section au milieu, entre Saint-Dizier et Saint-Jean-Baptiste, n'est ouverte qu'en 1913 lors de la démolition du couvent de la Congrégation de Notre-Dame.
Le tronçon ouest est fermé à la circulation en 1982 lors de l'aménagement d'un projet résidentiel de recyclage et rénovation impliquant les anciens magasins de l'Hôtel-Dieu. Il porte depuis le nom de Cours Le Royer.